# Hoàng Minh Giám
Hoàng Minh Giám (4 tháng 11 năm 1904 – 12 tháng 1 năm 1995) là một nhà ngoại giao của Việt Nam, người trực tiếp trợ giúp cho chủ tịch Hồ Chí Minh trong cuộc đàm phán với nhà ngoại giao Jean Sainteny của Chính phủ Pháp, dẫn đến việc ký Hiệp định sơ bộ ngày 6 tháng 3 năm 1946. Ngoài ra ông còn giữ nhiều chức vụ quan trọng của Chính phủ và Quốc hội Việt Nam như Bộ trưởng Bộ Ngoại giao, Bộ trưởng Bộ Văn hóa và Chủ nhiệm Ủy ban Đối ngoại của Quốc hội khóa VI. Ông cũng là đại biểu Quốc hội Việt Nam các khóa I, II, III, IV, V và VI, Ủy viên Đoàn Chủ tịch Ủy ban Trung ương Mặt trận Tổ quốc Việt Nam các khóa I, II và III, Chủ tịch Liên hiệp Các tổ chức Hữu nghị Việt Nam từ năm 1977 đến năm 1992 (kế nhiệm là nguyên Phó Chủ tịch nước Nguyễn Thị Bình).

## Tiểu sử và quá trình công tác
Giáo sư Hoàng Minh Giám sinh ngày 4 tháng 11 năm 1904 tại xã Đông Ngạc, huyện Từ Liêm phủ Hoài Đức, tỉnh Hà Đông, nay là quận Bắc Từ Liêm Thành phố Hà Nội, trong một gia đình mà nhiều đời có người đỗ khoa bảng, gốc ở xứ Đông Bình, Gia Bình, Bắc Ninh.
Dòng tộc giáo sư Hoàng Minh Giám có rất nhiều người giữ các chức vụ cao trong các triều đại phong kiến Việt Nam như: Quan Thượng thư Bộ lễ Hoàng Phạm Thạch (1795–1849) và Quan Thượng thư Bộ lễ Hoàng Tướng Hiệp (1835–1885). Ông ngoại ông là Quan Thượng thư Bộ học Cao Xuân Dục, cha ông là cụ Phó bảng Hoàng Tăng Bí, một trong số những người sáng lập phong trào Đông Kinh nghĩa thục. Giáo sư Hoàng Minh Giám là nhà hoạt động chính trị, nhà ngoại giao, Nhà giáo Ưu tú của Việt Nam.
Năm 1926, ông tốt nghiệp Trường Cao đẳng Đông Dương khoá III. Sau đó đi dạy học ở Phnôm Pênh (Campuchia), Sài Gòn, rồi viết báo chống chế độ thực dân Pháp. Ông qua đời ngày 12 tháng 1 năm 1995 tại Hà Nội, hưởng thọ 91 tuổi.

## Tham gia chính phủ Việt Nam Dân chủ Cộng hòa
Ngày 30 tháng 8 năm 1945: Ông được Chủ tịch Hồ Chí Minh được cử làm Đổng lý Văn phòng Bộ Nội vụ của Chính phủ Cách mạng lâm thời Việt Nam Dân chủ Cộng hòa.
Tháng 3 năm 1946: Ông giữ chức Thứ trưởng Bộ Nội vụ Chính phủ Liên hiệp Kháng chiến. Ông là người giúp việc trực tiếp cho chủ tịch Hồ Chí Minh trong cuộc đàm phán với Sainteny đại diện Chính phủ Pháp, dẫn đến việc ký Hiệp định sơ bộ ngày 6 tháng 3 năm 1946.
Từ tháng 6 đến tháng 8 năm 1946: Ông tham gia phái đoàn của Việt Nam Dân chủ Cộng hòa tại Hội nghị Fontainebleau.
Từ tháng 11 năm 1946: Ông giữ chức Thứ trưởng Bộ Ngoại giao Việt Nam.
Từ tháng 3 năm 1947 đến tháng 7 năm 1954: Ông giữ chức Bộ trưởng Bộ Ngoại giao Việt Nam.
Từ tháng 7 năm 1954 đến năm 1976: Bộ trưởng Bộ Văn hóa.
Từ năm 1976 đến năm 1981: Chủ nhiệm Ủy ban Đối ngoại của Quốc hội Việt Nam khóa VI.
Từ năm 1981 đến cuối đời, ông tham gia các hoạt động của Ủy ban Trung ương Mặt trận Tổ quốc Việt Nam.

## Hoạt động

### Đảng Xã hội Việt Nam
Ông là ủy viên Ban chấp hành Trung ương Đảng Xã hội từ tháng 7 năm 1947 đến tháng 3 năm 1956. Sau đó ông giữ chức Phó Tổng thư ký Trung ương Đảng trong từ năm 1956 đến khi Đảng giải thể vào năm 1988.
Ông còn giữ các vị trí: Chủ tịch Đoàn chủ tịch Ủy ban Việt Nam đoàn kết hữu nghị với nhân dân các nước; Chủ tịch Hội hữu nghị Việt Nam – Indonesia; Chủ tịch Ủy ban Việt Nam Đoàn kết với Nhân dân Mỹ; Ủy viên danh dự Mặt trận Tổ quốc Việt Nam.

### Cách mạng Việt Nam
Trong thời gian là sinh viên từ năm 1924 đến năm 1926, Giáo sư Hoàng Minh Giám tham gia rất tích cực vào các phong trào yêu nước của học sinh, sinh viên. Ông cùng với Giáo sư Nguyễn Khánh Toàn soạn thảo diễn văn nhằm vạch trần chính sách áp bức, bất công, sự cách biệt trong đãi ngộ giữa người Pháp với người Việt, chính sách ngu dân, lừa bịp của thực dân Pháp ở Đông Dương. Bài diễn văn "nảy lửa" này đã khiến thực dân Pháp "sôi máu", ra lệnh truy tìm gắt gao tác giả. Giáo sư Nguyễn Khánh Toàn bị lộ nên phải trốn vào miền Nam, còn giáo sư Hoàng Minh Giám vì không có chứng cứ nên đỗ tốt nghiệp. Sau khi nhận được bằng tốt nghiệp ông bị đưa sang giảng dạy Trường Lycée Sisowath Phnômpênh–Campuchia nhằm cách ly với phong trào kháng Pháp ở Việt Nam. Tuy nhiên tại đây ông lại tiếp tục tuyên truyền lòng yêu nước, tinh thần đoàn kết giữa hai dân tộc Việt Nam – Campuchia và lòng căm thù thực dân Pháp. Vì vậy chỉ hai năm sau ông bị thải hồi về nước với lý do vô kỷ luật và dạy sai chương trình.
Về Sài Gòn, ông được giới thiệu và đến dạy học ở một số trường tư, bên cạnh đó ông tham gia viết bài cho một số tờ báo tiến bộ, đặc biệt là cộng tác với ông chủ tờ báo Tiếng chuông rè Nguyễn An Ninh. Khi Phan Văn Trường kế thừa, đổi tên là L'Annam đã cho đăng nhiều bài viết về chủ nghĩa Mác–Lênin và nhiều lần nhắc đến Nguyễn Ái Quốc. Sau đó một thời gian ông buộc phải ra Hà Nội do có người nhận ra ông và tố cáo ông là kẻ bị thực dân Pháp đuổi việc.
Về Hà Nội, ông dạy học, rồi làm hiệu phó ở trường tư thục Gia Long của một người Pháp tên là Belet đứng ra tổ chức. Trong thời gian dạy học ông luôn truyền tinh thần yêu nước và tìm cách mở mang trí tuệ cho học sinh của mình. Với tinh thần yêu nước ông tham gia rất tích cực phong trào cách mạng của giới trí thức tại Hà Nội và sau khi nhà nước Việt Nam ra đời, ông đã cùng với chủ tịch Hồ Chí Minh trải qua khó khăn, gian khổ để xây dựng một nhà nước non trẻ.

### Đối ngoại
Giáo sư Hoàng Minh Giám trợ thủ đắc lực của Chủ tịch Hồ Chí Minh trong các hoạt động ngoại giao thời kỳ 1946–1947 trong hoàn cảnh khó khăn của cách mạng và nhà nước Việt Nam non trẻ. Ông đã có đóng góp tích cực trong việc kết hợp ngoại giao với quân sự, đoàn kết toàn dân, kết hợp đối nội và đối ngoại. Bộ trưởng Hoàng Minh Giám đã chỉ đạo ngành Ngoại giao làm tốt chức năng tham mưu, hoàn thành xuất sắc việc thiết lập những mối quan hệ ngoại giao đầu tiên của nước Việt Nam non trẻ với thế giới bên ngoài.
Bộ trưởng Hoàng Minh Giám đã góp phần tích cực vào việc xây dựng tổ chức ban đầu của Bộ Ngoại giao và lãnh đạo công tác của Bộ trên An toàn khu Việt Bắc trong thời kỳ kháng chiến chống Pháp. Ngoài việc từng bước hoàn chỉnh bộ máy của cơ quan, ông góp phần đào tạo đội ngũ cán bộ cũng như nội dung hoạt động về mọi mặt của cơ quan từ ít đến nhiều, từ đơn giản đến phức tạp và đa dạng, làm cơ sở tốt và thuận lợi cho sự trưởng thành của ngành Ngoại giao trong giai đoạn kết thúc chiến tranh và lập lại hòa bình ở Việt Nam sau năm 1954.

### Văn hoá
Ông là Hiệu trưởng Trường Đại học Nhân dân năm 1955 khi trường được thành lập. Ông làm công tác văn hoá trong suốt thời kỳ chiến tranh Việt Nam. Trong hơn 20 năm công tác ông đã xây dựng, truyền bá tư tưởng yêu nước và khát khao giải phóng dân tộc vào mỗi người dân. Ông đã phát triển ngành văn hóa ở các địa phương và các đơn vị sản xuất của Việt Nam Dân chủ Cộng hoà trở thành "vũ khí" để cổ vũ, động viên công cuộc xây dựng xã hội chủ nghĩa, cũng như khích lệ khát khao giải phóng dân tộc và thống nhất đất nước Việt Nam. Ông đã phối hợp với Bộ Quốc phòng xây dựng, phát triển đời sống văn hoá phong phú trong quân đội trên chiến trường, giúp chiến sĩ sung sức khi ra trận, an tâm khi nhớ về hậu phương. Ông cũng bảo tồn, phát triển các loại hình nghệ thuật truyền thống trong tình hình chiến tranh gian khổ và âm mưu phá hoại hoà bình bằng tư tưởng – văn hóa ở miền Bắc Việt Nam.

## Hình ảnh công cộng
Tên đường phố:
- Tại thủ đô Hà Nội có phố Hoàng Minh Giám thuộc địa bàn quận Thanh Xuân và quận Cầu Giấy, nối từ ngã tư Lê Văn Lương - Nguyễn Tuân tới đường Trần Duy Hưng, qua Khu đô thị Trung Hòa - Nhân Chính.
- Tại Thành phố Hồ Chí Minh có đường Hoàng Minh Giám nằm trên địa bàn quận Phú Nhuận.

## Gia đình (các con)
- Hoàng Trung Hùng (nam), liệt sĩ
- Hoàng Vĩnh Hồ (nam), nguyên Chủ tịch Hội Pencak silat Hà Nội
- Hoàng Vĩnh Giang (nam), Phó chủ tịch Ủy ban Olympic châu Á, Phó chủ tịch kiêm Tổng thư ký Ủy ban Olympic Việt Nam
- Hoàng Vĩnh Thắng (nam), nguyên Vụ trưởng Bộ Xây dựng
- Hoàng Vĩnh Lợi (nam), nguyên cán bộ Bộ Ngoại giao
- Hoàng Vĩnh Thành (nam), nguyên Đại sứ Đặc mệnh Toàn quyền nước Cộng hòa Xã hội Chủ nghĩa Việt Nam tại Úc
- Hoàng Vĩnh Hương (nữ), Giảng viên Khoa Piano Học viện Âm nhạc Quốc gia Việt Nam
- Hoàng Vĩnh Hằng (nữ), nguyên cán bộ Trung tâm văn hoá Pháp - Việt tại Paris (Cộng hòa Pháp)
- Hoàng Vĩnh Hảo (nữ), nguyên cán bộ Ban Tuyên giáo Thành ủy Thành phố Hồ Chí Minh
- Hoàng Vĩnh Tiến (nam), nguyên cán bộ Sở Văn hóa và Thể thao thành phố Hà Nội
- Hoàng Vĩnh Hạnh (nữ), cán bộ Bảo tàng Lịch sử Quốc gia